# Daniel Graf (Fußballspieler)
Daniel Graf (* 3. August 1977 in Kaiserslautern) ist ein ehemaliger deutscher Fußballspieler.

## Karriere
Das Fußballspielen lernte er als gebürtiger Kaiserslauterer in der Jugend des 1. FC Kaiserslautern. Hier spielte er von 1984 bis 1994 in der F-Jugend bis zur B-Jugend. In seinem ersten A-Jugendjahr wechselte er für eine Saison zum FC 08 Homburg. Bereits 1995 wechselte er im zweiten A-Jugendjahr zurück nach Kaiserslautern. Nach Beendigung der Jugend rückte er in die zweite Mannschaft des FCK. 1998/99 bestritt er zwei Spiele für die erste Mannschaft, in der gleichen Saison wurde er als Spieler der Amateurmannschaft Torschützenkönig der Regionalliga West/Südwest. Anschließend wechselte Graf zum Zweitligisten SC Fortuna Köln und erzielte fünf Tore in 24 Spielen. Er war zwischen 2000 und 2003 beim Karlsruher SC und bei Kickers Offenbach in der Regionalliga und der Zweiten Bundesliga aktiv, danach spielte er bei Eintracht Braunschweig.  Dort stieg er als Kapitän der Mannschaft in die 2. Bundesliga auf. Ein besonderer Höhepunkt war der in der ARD übertragene Pokalerfolg  über Borussia Dortmund.  Nach 2 Kreuzbandrissen innerhalb von zwei Jahren und insgesamt vier Leistenoperationen beendete er im Januar 2007 seine Karriere. Insgesamt hatte Graf zwei Einsätze in der Bundesliga, 112-mal spielte er in der Zweiten Liga. Dabei erzielte er 20 Tore. Dazu kommen 73 Einsätze in der Regionalliga (22 Tore). Vom  1. Juli 2008 bis zum Saisonende 2017/18 war Daniel Graf Spielertrainer beim SV Steinwenden in der Bezirksklasse Mitte/Westpfalz, mit denen er gleich in seiner ersten Saison den Aufstieg in die Bezirksliga und drei Jahre später in die Landesliga erreichte. Zum Ende der Saison 2017/18 konnte Graf mit Steinwenden den Aufstieg in die Verbandsliga Südwest feiern. Anschließend wechselte er zum zukünftigen Ligakonkurrenten SV Morlautern als Trainer.
Mit SV Morlautern stieg er als Meister der Verbandsliga Südwest 2021/22 in die Oberliga Südwest auf und konnte in der Saison 2022/23 die Klassenzugehörigkeit behaupten.

### Erfolge
- 1999 Torschützenkönig der Regionalliga West/Südwest (19 Tore)